# Masayoshi Kabe
Pour les articles homonymes, voir Kabe (homonymie).
Masayoshi Kabe (加部 正義, Kabe Masayoshi, né le 5 novembre 1949) à Yokohama et mort le 26 septembre 2020 dans la même ville), plus communément connu sous son nom de scène de Louis, était un bassiste et guitariste japonais. De nombreuses sources en ligne lui prêtent la double nationalité franco-japonaise, mais il s'agit en réalité d'une création marketing des producteurs des Golden Cups ; il était en réalité américano-japonais.
Il fait ses débuts en 1966 en tant que membre du groupe The Golden Cups (en). Il est musicien de studio tout au long des années 1970 et aussi membre de différents groupes jusqu'à ce qu'il se joigne de façon permanente au supergroupe Pink Cloud en 1978. Après leur séparation en 1994, il forme le side-project instrumental ZZK tout en jouant auprès d'autres musiciens en tant que bassiste.